# Чалбышевский сельсовет
Чалбышевский сельсовет - сельское поселение в Енисейском районе Красноярского края.
Административный центр - село Чалбышево.

## Население
| 2010 | 2012 | 2013 | 2014 | 2015 | 2016 | 2017 |
| ---- | ---- | ---- | ---- | ---- | ---- | ---- |
| 348  | ↘345 | ↘329 | ↘319 | ↘317 | ↘310 | ↗311 |

## Состав сельского поселения
В состав сельского поселения входят 2 населённых пункта:
| № | Населённый пункт | Тип населённого пункта       | Население |
| - | ---------------- | ---------------------------- | --------- |
| 1 | Тархово          | деревня                      | 0         |
| 2 | Чалбышево        | село, административный центр | 348       |

## Местное самоуправление
Чалбышевский сельский Совет депутатов
Дата избрания: 14.03.2010. Срок полномочий: 4 года. Количество депутатов: 7
Глава муниципального образования
- Бродников Александр Васильевич. Дата избрания: 14.03.2010. Срок полномочий: 4 года